# Kontušovka
Kontušovka (z polského kontuszówka) je alkoholický nápoj obsahující 40 až 60 % lihu a 6 až 10 % cukru. Vyrábí se z vodky aromatizované anýzovou silicí (může se přidat i další koření, např. badyán, kmín, koriandr) a lehce oslazené, pokud možno včelím medem.
Od 17. století byla oblíbeným nápojem polské aristokracie. Její název je odvozen od slova kontusz, což byl dlouhý kabát, který směli nosit výhradně šlechtici, postupně se rozšířila po celém Rakousku-Uhersku. V době před 1. světovou válkou to bylo levné a oblíbené pití, které bylo dostupné v každém pohostinství, jak o tom svědčí četné zmínky v dílech Jaroslava Haška, Petra Bezruče či Sigmunda Freuda. V průběhu 20. století spotřeba nápoje klesala. Ještě v 80. letech 20. století vyráběl národní podnik Seliko Dolany Švejkovu kontušovku s obrázkem Švejka na etiketě, po zániku firmy nápoj z českých obchodů zmizel.